# Studi di Oscar Wilde

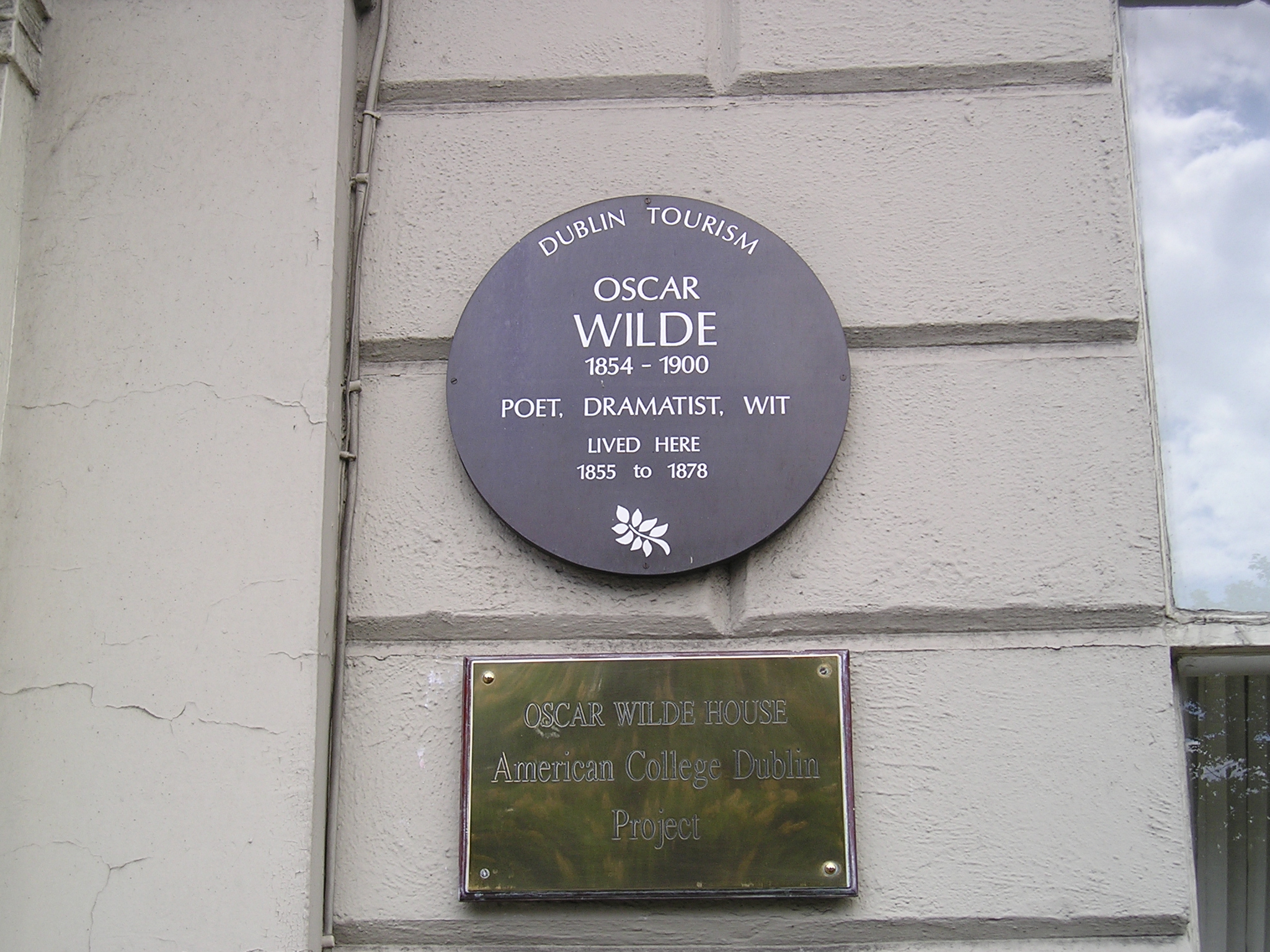
Iscrizioni che ricordano la casa dove ha soggiornato lo scrittore Oscar Wilde a Dublino tra il 1855 e il 1878

Oscar Wilde ebbe una formazione culturale ampia ed approfondita soprattutto sulla classicità greca.
La sua spiccata intelligenza gli permise di vincere diversi premi e borse di studio per la frequenza universitaria e non mancarono nella sua formazione numerosi viaggi all'estero che per le sue abitudini dispendiose lo fecero anche indebitare.

## La prima educazione
Wilde fu educato nelle mura domestiche fino a nove anni; in seguito dal 1864 al 1871 studiò alla Portora Royal School a Enniskillen (contea di Fermanagh), seguendo le orme del fratello maggiore. Nel 1866 vinse per il profitto conseguito un premio grazie al quale non dovette più sostenere gli esami previsti per quell'anno scolastico.
Il 23 febbraio 1867, morì sua sorella Isola, all'età di 8 anni per un'emorragia cerebrale. In suo ricordo Oscar scrisse una poesia, "Requiescat". Wilde rimase sempre molto affezionato alla memoria della sorellina andando spesso a far visita alla sua tomba.
Dal 1874 frequentò il Trinity College di Dublino dove, per i suoi lodevoli studi sui lirici greci, (Oscar si vantò a lungo dell'esame che sostenne sui "Frammenti dei poeti comici greci di Meineke") vinse la Berkeley Gold Medal, il premio più alto della scuola.
Nel 1873 ebbe per il profitto conseguito una borsa di studio. Ottenne buoni voti, nella composizione inglese e nella traduzione dal greco. Di quegli anni è l'aneddoto secondo cui un ragazzo lo derise mentre stava leggendo a voce alta una poesia; Oscar si arrabbiò tanto da sfidarlo a duello.
Il 17 marzo 1874 il college di Magdalen annunciò su un giornale di aver bandito un concorso che assegnava due borse di studio per gli studi classici (il giornale parlava in totale di 4 Demyships e di 1 exhibition, ma le rimanenti assegnazioni riguardavano altre materie della durata di 5 anni con assegnazione di un compenso pari a 95 sterline l'anno). Wilde sostenne l'esame con successo il 23 giugno dello stesso anno vincendo così il concorso.
Stanco delle continue pressioni che gli facevano i club sportivi universitari, Oscar si cimentò anche nel canottaggio mettendosi svogliatamente ai remi per la "Eights Week". Partecipò a qualche piccola regata e saltuariamente si dilettò come pugile, anche se affermava di preferire il più tranquillo gioco del domino all'atletica e alle discipline sportive che si praticavano all'aperto. Affermazioni queste che lo facevano spesso litigare con chi invece amava praticare lo sport: si racconta, infatti, che una volta i suoi contendenti lo scaraventarono in terra: trovandosi in quell'occasione su una collina, Wilde, una volta rialzatosi, imperturbabilmente commentò di quanto fosse incantevole la vista da quel luogo. Della stupidità dello sport Wilde ebbe modo di convincersi ancora di più quando per partecipare a un esercizio atletico di poco conto si ruppe un braccio.
In quegli anni la stampa riportava con clamore di un processo che destava interesse nei giovani e soprattutto in Oscar che, non immaginando quanto gli sarebbe personalmente capitato, affermava per stupire gli amici che avrebbe desiderato essere imputato in un processo.

## All'università

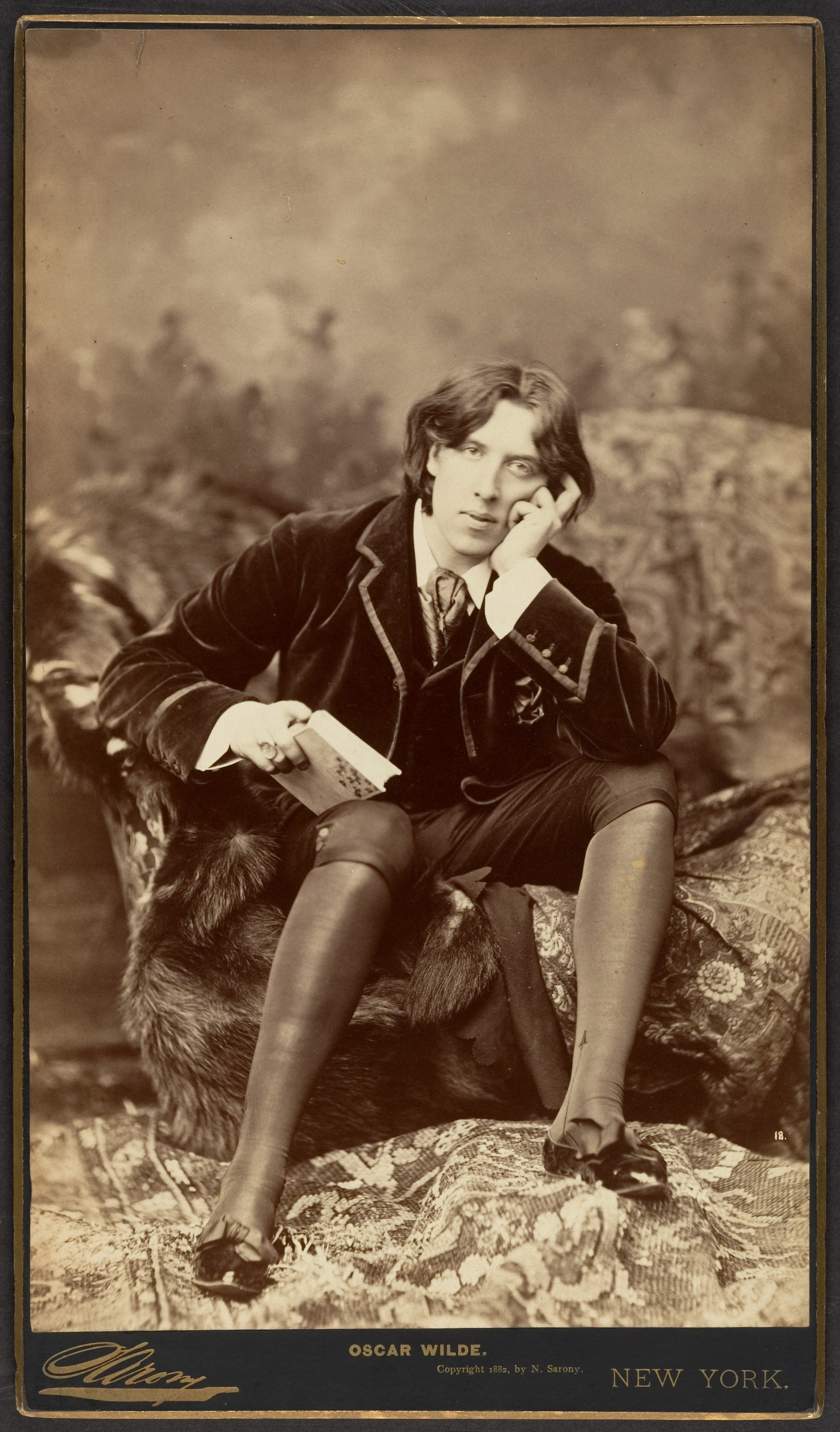
Oscar Wilde, ritratto da Napoleon Sarony, durante il suo soggiorno in America

Gli anni di studio al Magdalene College di Oxford furono apprezzati da Wilde, grazie alla guida di due maestri come il professore e scrittore John Ruskin all'epoca cinquantacinquenne e titolato con "Slade professor of Fine Art" e Walter Pater trentacinquenne, docente nel Brasenose college, i cui testi influenzarono la vita artistica di Oscar, anche se anni più tardi egli ne sminuì il suo valore come scrittore, arrivando sferzantemente a chiedersi dopo la sua morte se lo scrittore fosse mai stato veramente vivo o se artisticamente defunto da tempo.
In seguito Oscar invece ricorderà il periodo passato a Oxford, insieme a quello nel carcere, come fonte di quelle esperienze che più caratterizzarono e sconvolsero la sua esistenza. In particolare gli anni trascorsi all'università di Oxford vennero in seguito paragonati dallo stesso autore ad un fiore rispetto al resto della sua vita.
Ebbe diversi alloggi durante la sua frequenza all'Università: il primo al Magdalen, ai numeri 1,2 Pair Right in Chaplain's e poi al Ground Floor Right in Cloitets; alla fine ebbe dimora in Kitchen Stairs, i Pair Left.
Aveva una particolare predisposizione per la lettura veloce: una volta per scommessa lesse in breve tempo 3 volumi spiegandone dettagliatamente la trama, e solitamente in pochissimo tempo capiva qualunque intreccio di qualunque romanzo.
All'università riuscì ad eccellere nello studio dei classici: il mondo greco in particolare lo appassionava. L'espressione ellenica per la sua bellezza affascinò Oscar, sviluppando in lui la vocazione per l'estetismo che lo accompagnò per tutta la vita. La sua opera classica preferita era l'Agamennone di Eschilo, che citerà spesso e che lesse in un'edizione commentata da un suo professore (nel 1868),.
In questo periodo iniziò a scrivere le sue prime poesie riuscendo a mantenere, pur non apprezzando molto i poeti latini (come John Pentland Mahaffy prima di lui), il buon profitto sinora conseguito negli anni passati.

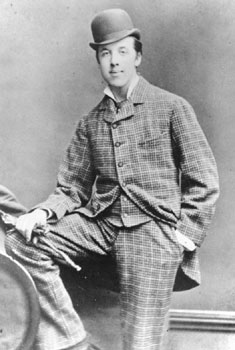
Oscar Wilde il 3 aprile 1876

Grazie all'amicizia di Bodley Courtenay Oscar entrò nella Loggia di Apollo il 23 febbraio 1875 indossando il costume tipico massonico composto da:
- Pantaloni alla zuava
- Marsina
- Cravatta bianca
- Calze di seta
- Scarpe di vernice

Fu durante la cena d'iniziazione che accennò alla stesura della Salomè.

## Un abbigliamento particolare
Ad Oxford, Wilde scandalizzò spesso i professori per il suo atteggiamento irriverente nei confronti della religione, ma anche per il suo abbigliamento eccentrico che suscitava slaci commenti dei suoi compagni. Attiravano l'attenzione in modo particolare la sua collezione di piume e i suoi pantaloni alla zuava di velluto.
L'abbigliamento di Oscar appariva in ogni caso sempre molto particolare, tanto che un giorno un cronista gli chiese lumi sulla stranissima giacca che portava quel giorno: al che Wilde riferì che quella giacca, che sembrava cambiare colore a seconda della luce e il cui dorso ricordava per forma quello di un violoncello, era stata confezionata sulla forma che egli stesso aveva sognato e della quale appena sveglio aveva fatto uno schizzo che servì a un sarto per realizzarla come gli era stato indicato.
Wilde si beava nel vestirsi in un modo eccentrico e andava alla ricerca di complimenti; una volta in conversazione con Margaret Woods alludeva sottilmente al vestito che indossava in quell'occasione aggiungendo di essere dispiaciuto perché lui che amava la bellezza era condannato ad avere una schiena un po' storta. La ragazza, scrittrice ammirata dallo stesso Wilde per il suo libro "A village tregedy", gli rispose con freddezza suggerendogli di arruolarsi soldato: in quell'ambiente la schiena gli sarebbe stata certamente raddrizzata.
Anche il suo alloggio appariva inutilmente soffocato di cose inutili, delle quali, come egli stesso diceva avrebbe potuto disfarsi tranne che di un vaso che contenesse almeno un giglio.

## Il completamento degli studi
Negli studi fece infuriare all'esame di teologia il reverendo William Archibald Spooner già infastidito dal suo ritardo. Wilde infatti aveva confuso l'orario di due esami differenti. Arrivò a presentarsi alle 13 quando avrebbe dovuto presenziare già di mattina.
Per via della lunga vacanza all'estero arrivò ancora una volta in ritardo al college per cui venne sospeso dagli studi con il divieto di residenza per il periodo del trimestre rimasto e con la privazione di tutti i benefici sinora goduti. Se avesse ritardato la partecipazione anche al trimestre successivo gli avrebbero ritirato la Demyship. Oscar rimase deluso e indignato a lungo per tale decisione, anche dopo anni dall'evento cercò ogni possibile cavillo a cui appellarsi senza trovarlo e alla fine decise di scrivere una lettera il 4 maggio per ottenere uno sconto sulla pena pecuniaria imposta per la sospensione.

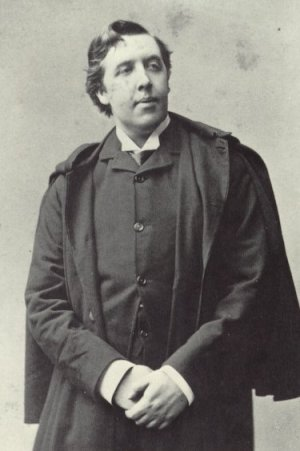
Wilde nel 1891, anno che lo consacrò al successo internazionale

Il 31 marzo 1878 Wilde riuscì a consegnare la sua opera Ravenna e fu in quegli stessi giorni che si ammalò probabilmente di sifilide, forse contratta da una prostituta.
Una poesia, forse la taedium vitae, pubblicata in quel periodo, fu utilizzata a scopi commerciali da un libraio che riuscì a far credere che il componimento fosse indirizzato alla donna responsabile del contagio di Wilde.
Nel giugno dello stesso anno Oscar si presentò per il "Final Schools", dove consegnò il compito mezz'ora prima dello scadere del tempo. La commissione, composta dall'oratore ufficiale, dal docente di poesia e da altri tre membri della congregazione, l'11 giugno dichiarò vincitore Oscar Wilde. Prima di lui il premio era stato attribuito al solo Sewell nel 1825. La madre gli scrisse congratulandosi con lui, anche se nella lettera falsò l'età del figlio.
Wilde doveva leggere la poesia vincitrice in pubblico ed era consuetudine che il lettore fosse aiutato dal docente (in tal caso venne scelto John Campbell Shairp, docente di poesia già membro della commissione) che aveva il compito di fornire consigli e apporre migliorie. Oscar ascoltò tutti i suoi consigli con attenzione per poi non seguirne alcuno. La lettura avvenne il 26 giugno e L'Oxford and Cambridge Undergraduate's Journal per l'occasione scrisse encomi per l'evento e commenti positivi che in seguito, per lo scandalo dei processi a Wilde, vennero ritirati.
Wilde ottenne, in seguito, anche la valutazione di un doppio "I" ("primo") davanti agli ammirati esaminatori del Final Schools, ai quali parlò di Aristotele e del pensiero di Walt Whitman.
A Neuville fu ospite di una famiglia, dove amava raccontare ai bambini, fra cui Helena, che egli invece chiamava "signorina Nelly", storie palesemente assurde che cercava di far apparire reali.
Superato l'ultimo esame di teologia ottenne il diploma di Bachelor of Arts. Riuscì anche a vincere, per la poesia Ravenna, l'Oxford Newdigate Prize, prestigioso riconoscimento studentesco già assegnato a letterati poi divenuti insigni, tra cui gli stessi Ruskin e Matthew Arnold. A seguito di questi successi vennero scritte a caratteri d'oro le sue iniziali nell'albo della scuola, ma in seguito quando ci fu il processo e la condanna si decise di cancellarle e solo molto tempo dopo vennero nuovamente inserite.